# رخصة بي إتش بي
رخصة بي إتش بي (بالإنجليزية: PHP License)‏ هي رخصة برمجيات أُصدرت بها لغة البرمجة بي إتش بي. طبقاً لمؤسسة البرمجيات الحرة ومبادرة المصادر المفتوحة، فإن رخصة بي إتش بي هي رخصة برمجيات حرة غير متكاملة مع رخصة جنو العمومية.

## الشروط
رخصة بي إتش بي هي رخصة مفتوحة المصدر مُصممة لتشجيع الاعتماد الواسع للشيفرة المصدرية. إعادة التوزيع مسموحة في صورة مفتوحة المصدر أو مغلقة المصدر بتعديلات أو بدون تعديلات تحت هذه الشروط:
1. أن يتم تضمين حقوق نشر رخصة بي إتش بي
2. ألا تكون كلمة PHP ضمن عنوان أي من الأعمال المشتقة.
3. أن يتم تضمين الجملة التالية في أي شكل يتم إعادة توزيع الشيفرة به:

النسخة 3 من بي إتش بي استعملت رخصة مزدوجة، حيث أن شيفرة بي إتش بي 3 كانت متاحة تحت رخصتي بي إتش بي ورخصة جنو العمومية. هذا الاستعمال تقرر وقفه ابتداءً من بي إتش بي 4، حيث أن مطوري بي إتش بي أشاروا إلى أن القيود الموجودة على إعادة الاستعمال الخاصة بترك حقوق الملكية في رخصة جنو هي السبب في إسقاطها.